# Rohatyn
Rohatyn (em ucraniano:  Рогатин, em polonês/polaco:  Rohatyn, em iídiche:  ראהאטין) é uma cidade da Ucrânia, situada no Oblast de Ivano-Frankivsk. Tem 11,32 km² de área e sua população em 2025 foi estimada em 7.581 habitantes.